# Spilogona depressiuscula
Spilogona depressiuscula este o specie de muște din genul Spilogona, familia Muscidae. A fost descrisă pentru prima dată de Zetterstedt în anul 1838. Conform Catalogue of Life specia Spilogona depressiuscula nu are subspecii cunoscute.